# Doyerea emetocathartica
Doyerea emetocathartica là một loài thực vật có hoa trong họ Cucurbitaceae. Loài này được Grosourdy ex Bello mô tả khoa học đầu tiên năm 1881.